# Reaktor Anna
Reaktor „Anna” – polski reaktor jądrowy o konstrukcji grafitowo-wodnej. Budowę rozpoczęto w 1961 roku w przeznaczonym na ten cel budynku inżynierii reaktorowej na terenie ówczesnego Instytutu Badań Jądrowych w Świerku. Reaktor Anna został uruchomiony 12 czerwca 1963 r. i tym samym został drugim polskim reaktorem jądrowym, zaś ostatecznie trzecim pod względem mocy (po Marii i Ewie).
Reaktor Anna, zwany także zestawem krytycznym lub reaktorem mocy zerowej, zbudowany był z bloków grafitowych o wymiarach 14 x 14 cm i długości 245 cm, które ułożone były w ośmiobok o średnicy 2,7 metra. Paliwem były koncentryczne rury (trzy na jeden element) zawierające uran wzbogacony do 20% i układ do napełniania wodą. Według założeń projektowych elementów paliwowych mogło być maksymalnie 25, jednakże najczęściej pracowano na 16. Rdzeń był dodatkowo otoczony reflektorem grafitowym i miał zewnętrzne źródło neutronów używane w celu rozruchu. Przeznaczeniem reaktora Anna były prace naukowo-badawcze, a przez pewien okres – także niewielka produkcja radioizotopów.
Reaktor Anna został w latach 1964–1971 włączony do międzynarodowego programu badawczego współfinansowanego przez Międzynarodową Agencję Energii Atomowej w Wiedniu. Celem programu były badania w dziedzinie fizyki reaktorowej, w tym przede wszystkim badania zmian strumienia neutronów w czasie, szkolenia operatorów oraz szeroka wymiana doświadczeń eksploatacyjnych.
W marcu 1972 roku dokonano gruntownej modyfikacji reaktora Anna. W szczególności wymieniono centralną część rdzenia, która odtąd wypełniona była uranem naturalnym bez moderatora (a więc wykorzystywała neutrony prędkie). Część zewnętrzna stanowiła pierścień o układzie z poprzedniej wersji. Tak zmodyfikowany reaktor nazwano P-ANNA, czyli Prędka Anna, która służyła do badań na neutronach prędkich. Na P-Annie testowano również nowo powstałe polskie reaktorowe kody obliczeniowe.
Reaktor Anna miał moc cieplną 10 kW, własną sterownię oraz osobny budynek reaktora, współdzielony z reaktorem Agata oraz zestawem podkrytycznym Helena. Reaktor Anna był urządzeniem całkowicie zaprojektowanym i wybudowanym w Polsce przez polskich inżynierów i fizyków jądrowych. Pracował na paliwie reaktora EWA (typu EK-10) produkcji ZSRR. Reaktor został wyłączony z eksploatacji w latach 80. XX w. Przeszklona hala reaktora, wraz z wieloma elementami wyposażenia, znajduje się na terenie ośrodka jądrowego w Świerku koło Warszawy do dzisiaj.
Cały korpus reaktora nadal istnieje, wraz z pomieszczeniem sterowni i w większości zdemontowanymi układami pomocniczymi. Po usunięciu paliwa i przeprowadzeniu dekontaminacji zaprzestano dalszych prac z reaktorem Anna.